# Лещук В'ячеслав Михайлович
В'ячесла́в Миха́йлович Лещу́к (нар. 24 грудня 1951, Білгород-Дністровський, Одеська область, Українська РСР) — колишній радянський футболіст, грав на позиціях захисника та півзахисника. Відомий як багаторічний лідер та капітан одеського «Чорноморця». Також виступав до хмельницьке «Динамо» та національну збірну СРСР. Майстер спорту СРСР (1974). У різні роки В'ячеслав Михайлович працював начальником команди та спортивним директором футбольного клубу «Чорноморець», а з 1992 року до 1995 року був його президентом. За версією сайту Football.ua увійшов до складу 50-ти найкращих футболісті одеського «Чорноморця», посівши друге місце (В'ячеслава обігнав тільки Володимир Плоскіна).
У вересні 2014 року в честь В'ячеслава Лещука відкрили зірку під його іменем на Алеї слави "Чорноморця", яка знаходиться в Парку Шевченка.

## Життєпис

### Клубна кар'єра

#### Перші роки
В'ячеслав Лещук народився 24 грудня 1951 року у місті Білгород-Дністровський, Одеської області. Там же й почав грати у місцевій дитячо-юнацькій школі, де першим тренером Лещука став Е. Штейнберґ. У дорослому футболі дебютував 1969 року виступаючи за дублюючу команду основного складу одеського «Чорноморця». У складі «моряків» В'ячеслав грав також і наступного року, однак до основного складу так і не зміг пробитися. У вісімнадцятирічному віці В'ячеслав пішов до армії, відбувати військову повинність. За час, який Лещук провів в армії в період із 1971 року до 1972 року, він грав у складі хмельницького «Динамо» (нині «Поділля»). Після закінчення служби в армії, В'ячеслав переїхав до Києва, намагаючись пробитися до основного складу місцевого «Динамо», але через високу конкуренцію, одесит повернувся до рідного міста.

#### «Чорноморець»
У 1973 році футболіст повернувся до «Чорноморця». У першому ж сезоні 1973 року, де В'ячеслав відіграв 41 матч, забивши три голи команда Ахмеда Аласкарова, що був тоді головним тренером посіла перше місце у першій лізі чемпіонату СРСР. А наступного року клуб здобув одне з найкращих досягнень радянського періоду історії команди — став бронзовим призером вищого дивізіону чемпіонату СРСР. У тому сезоні В'ячеслав відіграв 33 матчі та забив один гол.
Такі досягнення у національному чемпіонаті дозволили «Чорноморцю» дебютувати на єврокубковій арені. Перший матч гравця у міжнародному турнірі пройшов 7 вересня 1975 року на стадіоні «Чорноморець» у рамках 1/32-ї Кубку УЄФА 1975–1976 років проти римського «Лаціо» разом з відомим нападником, Джорджо Кіналья, що минулого 1974-го року став найкращим бомбардиром італійського чемпіонату.. У тому ж матчі відзначився одеський нападник, Анатолій Дорошенко, який забив єдиний м'яч у зустрічі. Але у матчі-відповіді, що проходив у Римі «моряки» отримали пенальті у свої ворота на 89-ій хвилині, через що програли увесь основний час зі спільним рахунком по двум матчам 1:1. А у овертаймі відзначився італієць Кіналья, що забив ще два голи, зробивши гет-трик у матчі.
За увесь час, проведений у складі «Чорноморця» Лещук встиг відіграти під керівництвом багатьох радянських тренерів — Анатолія Зубрицького, Ахмеда Аласкарова, Мкртича Симоняна та Віктора Прокопенка. Більшість часу, проведеного у команди, В'ячеслав був основним гравцем ланки захисту команди та капітаном. Футболіст завершив професійну кар'єру у 1983 році, перейшовши до посаду начальника команди.

### Збірна
У 1976 році зіграв у складі національної збірної СРСР у матчі проти Аргентини.

### Матчі
| 01. | 20.03.1976 | Аргентина | 0-1 | Товариський матч |

Всього: 1 матч; 1 поразка.

### Статистика виступів
| Клуб              | Ліга              | Сезон             | Чемпіонат | Чемпіонат | Кубок | Кубок | Єврокубки | Єврокубки | Всього | Всього |
| Клуб              | Ліга              | Сезон             | Ігор      | Голів     | Ігор  | Голів | Ігор      | Голів     | Ігор   | Голів  |
| ----------------- | ----------------- | ----------------- | --------- | --------- | ----- | ----- | --------- | --------- | ------ | ------ |
| «Чорноморець» О   | ВЛ                | 1983              | 20        | 0         | 2     | 0     | -         | -         | 22     | 0      |
| «Чорноморець» О   | ВЛ                | 1982              | 29        | 1         | 0     | 0     | -         | -         | 29     | 1      |
| «Чорноморець» О   | ВЛ                | 1981              | 27        | 0         | 6     | 0     | -         | -         | 33     | 0      |
| «Чорноморець» О   | ВЛ                | 1980              | 30        | 0         | 5     | 0     | -         | -         | 35     | 0      |
| «Чорноморець» О   | ВЛ                | 1979              | 25        | 0         | 5     | 0     | -         | -         | 30     | 0      |
| «Чорноморець» О   | ВЛ                | 1978              | 30        | 6         | 4     | 1     | -         | -         | 34     | 7      |
| «Чорноморець» О   | ВЛ                | 1977              | 27        | 3         | 1     | 0     | -         | -         | 28     | 3      |
| «Чорноморець» О   | ВЛ                | 1976(о)           | 15        | 1         | -     | -     | -         | -         | 15     | 1      |
| «Чорноморець» О   | ВЛ                | 1976(в)           | 14        | 1         | 2     | 0     | -         | -         | 16     | 1      |
| «Чорноморець» О   | ВЛ                | 1975              | 30        | 0         | 1     | 0     | 2         | 0         | 33     | 0      |
| «Чорноморець» О   | ВЛ                | 1974              | 29        | 1         | 4     | 0     | -         | -         | 33     | 1      |
| «Чорноморець» О   | 1Л                | 1973              | 37        | 3         | 4     | 0     | -         | -         | 41     | 3      |
| «Чорноморець» О   | Всього            | Всього            | 313       | 16        | 34    | 1     | 2         | 0         | 349    | 17     |
| «Динамо» Хм       | 2Л                | 1972              | ?         | 1         | ?     | ?     | -         | -         | ?      | 1      |
| «Динамо» Хм       | Всього            | Всього            | 0         | 1         | 0     | 0     | 0         | 0         | 0      | 1      |
| Всього за кар'єру | Всього за кар'єру | Всього за кар'єру | 313       | 17        | 34    | 1     | 2         | 0         | 349    | 18     |

### Подальша діяльність
По завершенні кар'єри футболіста В'ячеслав Михайлович з серпня 1983 року зайняв посаду начальника одеської команди. на цій посаді Лещук пропрацював до 1985 року. Наступного, 1986 року, В'ячеслав почав працювати на судах Чорноморського морського пароплавства помічником капітана. Пропрацювавши до 1989 року в основній структурі ЧМП, В'ячеслав повернувся до «Чорноморця», де ще три роки пропрацював начальником команди. Після здобуття Україною незалежності, з 1992 року Лещук змінив Юрія Заболотного на посаді президента одеського футбольного клубу. На цій посаді колишній захисник клубу пропрацював до 1995 року.

## Титули та досягнення

### Командні

#### Офіційні
- Бронзовий призер чемпіонату СРСР (1): 1974.
- Золотий призер першої ліги чемпіонату СРСР (1): 1973.

#### Не офіційні
- «За волю до перемоги» (1): 1976(о).
- «Справедливої гри» (2): 1974, 1976(о).
- «Гроза авторитетів» (2): 1980, 1982.
- «Кубок прогресу» (1): 1974.

### Індивідуальні
- Майстер спорту СРСР. (1974)
- У списку найкращих дебютантів сезону. (1974)
- У списку 33 найкращих футболістів сезону у СРСР: № 3 — 1978.
- Чотири рази потрапляв до списку найкращих гравців Української РСР: 2 — 1974, 1978; № 3 — 1975, 1977.